# Иодид неодима(II)
Иодид неодима(II) — бинарное неорганическое соединение, 
соль металла неодима и иодистоводородной кислоты
с формулой NdI2,
чёрные или тёмно-фиолетовые кристаллы.

## Получение
- Спекание стехиометрических количеств иодида неодима(III) и металлического неодима:

{\displaystyle {\mathsf {2NdI_{3}+Nd\ {\xrightarrow {800-900^{o}C}}\ 3NdI_{2}}}}

## Физические свойства
Иодид неодима(II) образует чёрные или тёмно-фиолетовые гигроскопичные кристаллы.